# Onze-Lieve-Vrouw Middelareskerk (Nijverseel)
De Onze-Lieve-Vrouw Middelareskerk is de parochiekerk van de tot de Vlaams-Brabantse gemeente Opwijk behorende plaats Nijverseel, gelegen aan de Nijverseelstraat 48.

## Geschiedenis
Al in de loop van de 19e eeuw nam de bevolking van Nijverseel aanzienlijk toe en in 1930 waren er al meer dan 1500 inwoners. Deze woonden echter voor een deel wel tamelijk verspreid. De afstand tot de parochiekerk van Opwijk was aanzienlijk. Velen gingen ter kerke in het dichterbij gelegen Baardegem.
In 1937 werd een kapelanie opgericht die afhankelijk was van Opwijk. In 1939 kwam een kerkgebouw gereed naar ontwerp van Paul Semal. In 1958 werd de kapelanie verheven tot zelfstandige parochie.

## Gebouw
Het betreft een eenvoudige bakstenen zaalkerk onder zadeldak met een iets lager ingangsportaal, eveneens onder zadeldak. Een klein torentje bevindt zich boven het koor.

## Orgel
Het orgel werd vervaardigd door Pieter-Hubertus Anneessens in 1843. Het werd omstreeks 1948 vanuit de Sint-Pieterskerk te Mazenzele overgeplaatst naar Nijverseel.